# تایروو (کارولینای شمالی)
تایروو (به انگلیسی: Tyro) یک محدوده ثبت‌نشده در شهرستان دیویدسن ایالت کارولینای شمالی کشور ایالات متحده آمریکا است که جمعیت آن در سرشماری سال ۲۰۱۰ میلادی، ۳٬۸۷۹ نفر بوده‌است.